# Folsomia bogojevicae
Folsomia bogojevicae is een springstaartensoort uit de familie van de Isotomidae. De wetenschappelijke naam van de soort is voor het eerst geldig gepubliceerd in 1989 door Dunger & Zivadinovic.